# 驼蝶螺科
驼蝶螺科（學名：Cavoliniidae）是翼足目真被殻亞目之下的一個海洋腹足綱軟體動物的科。

## 屬
- 驼蝶螺属 (6个页面)
- 菱蝶螺屬 (1个页面)
- 角驼蝶螺属 (3个页面)